# Випава (община)
Община Випава (словен. Občina Vipava) — одна з общин республіки Словенія. Центром є місто Випава.

## Характеристика
Випава займає площу долини річки Випава і схили гори Нанос. Багато сіл, розкиданих по обидва боки долини і пагорби, зарослі ліанами, додають ландшафту живописного вигляду.

## Населення
Число жителів: 5 282, з них 2 628 чоловіків та 2 654 жінок. Чисельність економічно активного населення (за місцем проживання): 2296. Середній вік жителів склав 40,4 років, це менше, ніж в середньому по Словенії (41,3 років). Середня щомісячна чиста заробітна плата одного працівника (EUR): 821,65, що на 12 % нижче, ніж в середньому по Словенії (899,80). В общині припадає 57 автомобілів на 100 жителів.